# Javairô Dilrosun
Javairô Dilrosun (ur. 22 czerwca 1998 w Amsterdamie) – holenderski piłkarz pochodzenia surinamskiego grający na pozycji skrzydłowego w Club América.

## Życiorys
W czasach juniorskich trenował w amsterdamskim AFC Ajax i Manchesterze City. W barwach tego drugiego występował m.in. w rozgrywkach Premier League 2 i Lidze Młodzieżowej UEFA. 1 lipca 2018 podpisał kontrakt z niemiecką Herthą BSC. W Bundeslidze zadebiutował 2 września 2018 w wygranym 2:0 meczu z FC Schalke 04. Do gry wszedł w 6. minucie, zastępując Karima Rekika.
W reprezentacji Holandii zadebiutował 19 listopada 2018 w zremisowanym 2:2 spotkaniu z Niemcami. Grał w nim od 45. minuty, gdy zastąpił Ryana Babela. W 66. minucie z powodu urazu został zmieniony przez Luuka de Jonga.